# Chitonodytes collini
Chitonodytes collini is een buikharige uit de familie Dasydytidae. Het dier komt uit het geslacht Chitonodytes. Chitonodytes collini werd in 1927 voor het eerst wetenschappelijk beschreven door Remane. 